# Carsten Wittiber
Carsten Wittiber (* 9. August 1969) ist ein ehemaliger deutscher Fußballspieler. In der höchsten Spielklasse des DDR-Fußballs, der Oberliga, spielte er für den 1. FC Magdeburg.

## Sportliche Laufbahn

### Gemeinschafts-, Club- und Vereinsstationen
Carsten Wittiber wurde 1984 mit der Schülermannschaft von Dynamo Dresden DDR-Meister. Von 1986 bis 1988 gehörte er als Angriffsspieler zum Aufgebot der Juniorenoberligamannschaft der SG Dynamo Dresden, mit der er 1988 DDR-Meister und mit 18 Treffern Torschützenkönig wurde. Nachdem er für den Männerbereich spielberechtigt geworden war, wechselte er zu Beginn der Saison 1988/89 zum Oberligisten 1. FC Magdeburg. Dort kam er am 3. September 1988, dem 4. Spieltag, in der Begegnung FCM gegen Sachsenring Zwickau (3:0) zu seinem Debüt in der höchsten Spielklasse des DDR-Fußballs. Er wurde in der 62. Minute für den Linksaußenstürmer Andreas Brinkmann eingewechselt. Auch in den folgenden vier Spieltagen stand Wittiber im Aufgebot der Oberligamannschaft, zweimal wurde er aus- und zweimal eingewechselt.
Nachdem er beim 1. FC Magdeburg anschließend nicht mehr in der Oberliga eingesetzt wurde, wechselte Wittiber im Sommer 1989 zur BSG Lokomotive Stendal in die Bezirksliga. Mit der Mannschaft aus der Altmark wurde er in seiner ersten Saison Bezirksmeister von Magdeburg und setzte sich in der Aufstiegsrunde zur Liga durch. In der darauffolgenden Spielzeit wurde er in der zweithöchsten Spielklasse mit elf Punktspieltoren zusammen mit Rainer Wiedemann bester Torschütze der inzwischen als FSV Lok Altmark Stendal firmierenden Mannschaft. Als der ehemalige Trägerbetrieb, die Deutsche Reichsbahn, durch die veränderten wirtschaftlichen Verhältnisse wegfiel, wurde Wittibers berufliche Zukunft in Frage gestellt und so ließ er sich in Hamburg nieder.
Dort durchlief er in rascher Folge mehrere Amateurvereine: VfL 93 Hamburg, TuS Hoisdorf, SV Lurup und den Itzehoer SV. Mehrfach wurde er Torschützenkönig in der Hamburger Ober- und Verbandsliga. Von 1998 bis 2002 spielte er bei Vorwärts-Wacker Billstedt in der Oberliga Hamburg und ab 2002 beim Niendorfer TSV in der Verbandsliga Hamburg. Dort beendete er 2007 seine Laufbahn als aktiver Fußballspieler und wechselte in das Management des Vereins. Gleichzeitig schloss er sich der Trainervereinigung „Ballstrategien“ an, die sich um die Ausbildung junger Fußballspieler kümmert. Zu seinem Lebensunterhalt betreibt Wittiber in Hamburg ein Sportartikelgeschäft.

### Auswahleinsätze
Die DDR-Juniorennationalelf hatte sich als Dritter der U-18-EM 1988 in der ČSSR für die Junioren-WM 1989 qualifiziert. Bei beiden Turnieren gehörte der Angreifer nicht zum jeweiligen Kader des DFV, aber im Vorfeld des Turniers in Saudi-Arabien bestritt Wittiber im November 1988 eine Partie für die DDR-U-20-Auswahl gegen die gleichaltrige Elf der Tschechoslowakei.